# Fluorose dentaire
 Mise en garde médicale
La fluorose est une maladie liée à un excès de fluorures. 

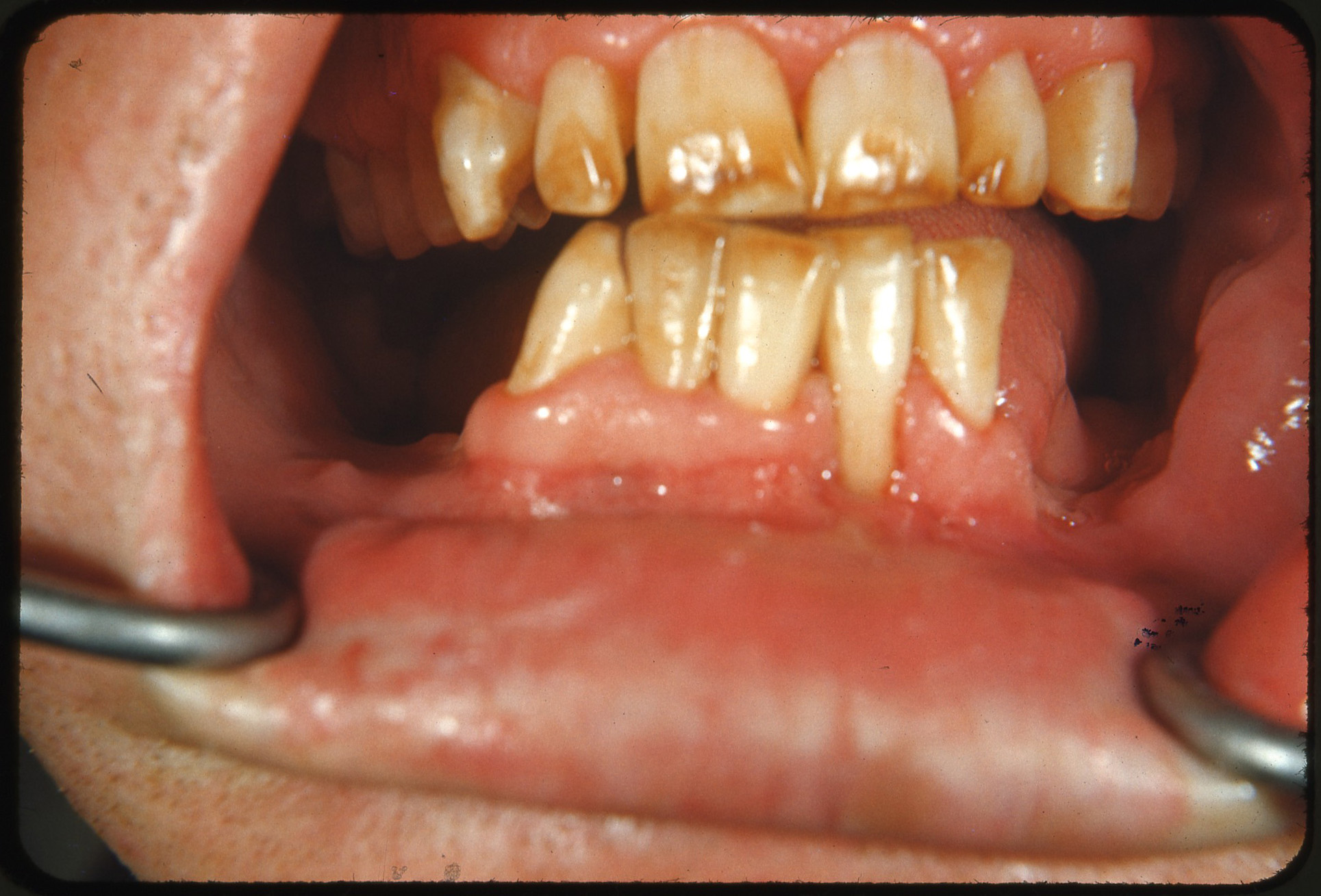
Émail dentaire coloré par le fluor chez un patient vivant à Deming (Nouveau-Mexique) dans une zone connue pour ses fluoroses endémiques

## Usage des fluorures dans l’hygiène dentaire
Les fluorures sont considérés depuis quelques décennies comme bénéfiques pour les dents, mais à très faibles doses : ils protègent alors des caries grâce à un important effet cariostatique induit par sa fixation durant l’organogenèse (formation) des couronnes dentaires sur l’émail dentaire (certains cristaux d’hydroxy-apatite y sont remplacés par des cristaux de fluoro-apatite, plus résistants à la carie).
Des surdosages faibles peuvent induire une fluorose dentaire. L'Afssaps a modifié en décembre 2008 ses recommandations sur la prescription fluorée. La prescription de fluor aux enfants est maintenant réservée aux enfants à haut risque carieux, c'est-à-dire ceux qui ont de mauvaises habitudes alimentaires et n'ont pas accès aux mesures d'hygiène ou bien aux enfants présentant des malformations de l'émail héréditaires. Une supplémentation au fluor ne doit être prescrit qu'après d'avoir effectué un bilan des apports fluorés. Et pour supplémenter, on utilise une eau minérale destinée aux nourrissons à moins de 0,3 mg/l.. Il existe des détracteurs à l’usage préventif des fluorures, notamment lorsque administrés via l’eau potable comme aux États-Unis ou via le sel fluoré.
Les fluorures atteignent les dents de deux manières : 
- par voie locale, par adsorption. C’est la voie qui est privilégiée car réputée présenter le plus d’avantages et le moins d’effets secondaires. Il est apporté par le dentifrice, dont la teneur en fluorures (pour les dentifrices pour adultes) est relativement constante : 1 000 à 1 500 ppm. Les fluorures contenus dans le dentifrice vont se fixer directement sur les dents lors du brossage ;
- par voie systémique. Cette voie éventuelle, en cas de risque carieux élevé, n’est utilisable que lors de la formation des dents (voir dentition), soit de 6 mois jusqu’à 12 ans environ. Si jugé nécessaire par le médecin ou le dentiste, l’apport se fait alors soit par des comprimés ou gouttes de fluorures, soit via une source alimentaire : eau potable fluorée (la fluoration de l’eau est interdite dans certains pays), ou sel de cuisine fluoré.

## Classification de Dean
H. Trendley Dean (dentiste du service de santé publique des États-Unis), après avoir dans les années 1930 étudié la maladie des dents marbrées (ou chinées) et montré le lien entre cette maladie et la teneur en fluorures de l’eau prélevée sur 345 communes du Texas a en 1942 a proposé une liste de critères d’aide au diagnostic de la fluorose dentaire (H.T. Dean’s fluorose indice), encore utilisé comme système de classification. On l’applique à partir de la forme la plus grave de fluorose observée sur deux ou plusieurs dents du patient.
| Critères             | Description de l’émail |
| -------------------- | --- |
| Dent normale         | Aspect lisse et glacé, couleur blanc-crème, surface claire et translucide.                                                                      |
| Suspicion            | Quelques taches blanches, ou points blancs. |
| Fluorose très légère | Petites taches opaques (évoquant des morceaux de papier blanc qui seraient collés sur la dent), couvrant jusqu’à 25 % de la surface de la dent. |
| Fluorose moyenne     | Des zones opaques blanches couvrant jusqu’à 50 % de la surface de la dent.                                                                      |
| Fluorose modérée     | Toute la surface des dents est touchée, avec une usure marquée des surfaces en contact. Des taches brunes sont parfois présentes.               |
| Fluorose grave       | Toute la surface de toutes les dents est touchée ; avec piqûres discrètes éparses ou groupées. Présence de taches brunes.                       |

## Prévalence (de la fluorose dentaire)

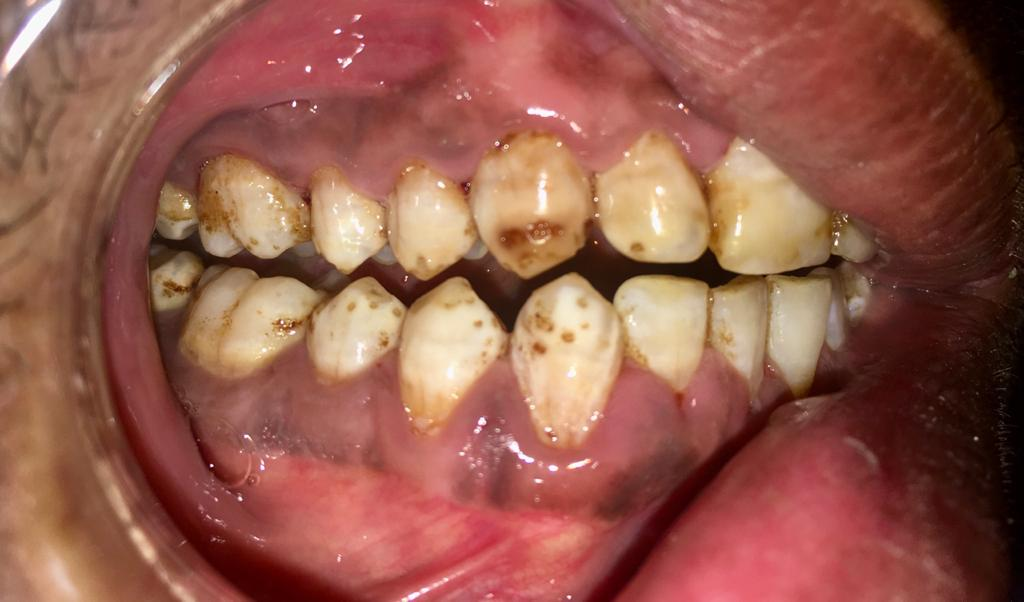
Fluorose grave

Selon les données disponibles en 2005 pour l’Institut national de recherche dentaire des États-Unis (données de 1986 à 1987) et pour les CDC des États-Unis de 1999 à 2002, les problèmes liés à des excès de fluorures sont en augmentation aux États-Unis.
La fluorose est extrêmement courante aux États-Unis, où, entre 1999 et 2004, 41 % des adolescents en étaient atteints, et 20 % additionnels étaient suspectés d'être atteints selon les Centers for Disease Control.
D'après un article de 2019 publié par France info, la fluorose dentaire toucherait 2 % des enfants en France.
En France, 80 % des fluoroses chez les enfants seraient dues au fait que les enfants avalent le dentifrice. Cette constatation est partagée par une étude aux États-Unis qui rapporte que sur 350 enfants présentant une fluorose 60,7 % avalaient le dentifrice.

### Augmentation des fluoroses?
Les CDC américains  ont trouvé une prévalence accrue de 9 % de la fluorose chez les enfants américains d’aujourd’hui par rapport à une étude datant d’il y a 20 ans[Quand ?]. Cette étude a également fourni une preuve supplémentaire que les Américains noirs sont plus touchés par la hausse des taux de fluorose que les enfants de la population blanche. 
Cette pathologie est plus fréquente dans les zones rurales où l’eau potable provient de puits peu profonds ou pompes manuelles (les fluorures peuvent avoir une origine naturelle ou industrielle (industrie de l'aluminium, industrie nucléaire, chimie… activités susceptibles d’être à l’origine de retombées aériennes) et agricole (lorsqu’ils sont introduits dans le sol via les engrais, pesticides, ou éventuellement l'épandage de boues d’épuration) et le risque augmente dans les régions où l’eau potable a une teneur en fluorures de plus de 1 ppm (partie par million), et là où les enfants consomment peu de calcium.

## Origine de la fluorose
L’OMS a rappelé qu’il fallait être vigilant sur la quantité totale de fluorures ingérée (et donc ne pas baser les calculs que sur les fluorures apportés par l’eau et le sel), et ne pas multiplier les sources.
- Doses recommandées par l’OMS : 0,05 mg/kg/jour[2]
- Doses à risque de fluorose : 0,1 mg/kg/jour[2] chez l'enfant et 0,4 mg/kg/jour chez l'adulte[7].

Les enfants avalent toujours une partie du dentifrice, surtout les plus jeunes, d’autant que de nombreux dentifrices pour enfants sont aromatisés. L’ingestion de dentifrice diminue avec l’âge : de 2 à 4 ans, 50 % du dentifrice est avalé ; de 4 à 6 ans, 30 % du dentifrice est avalé ; à 6 ans et plus, 10 % du dentifrice est avalé. Il est donc très important d’adapter la concentration de fluorures de l’eau potable et des aliments à l’âge de l’enfant[réf. nécessaire].
Recommandations[réf. nécessaire] sur la concentration et la quantité de dentifrice : à partir de 3 ans, une trace de dentifrice à 250 ppm de fluorures ; puis progressivement jusqu’à 6 ans on augmente la quantité, 500 à 1 000 ppm ; après 6 ans 1 000 à 1 500 ppm, en continuant d’augmenter la dose, toujours dans la limite des recommandations.
La supplémentation des enfants en fluor n'est plus recommandée en Belgique et en France,.

## Évolution de la pathologie
On distingue 10 stades de fluorose dentaire, de très léger (à peine visible) à très sévère (au dernier stade, après que des trous sont apparus sur la surface des dents, ces dernières s’effritent). La fluorose dentaire peut être suivie d’une :
- fluorose osseuse : à 10 mg par jour de fluor pendant une dizaine d'années par exemple, le risque de développer une fluorose osseuse qui rend les os cassants est avéré[2].
- fluorose létale.

Le fluor a des effets neurotoxiques, provoquerait une baisse du QI, une puberté précoce, une déficience en iode avec de l'hypothyroïdie.

## Fluor et thyroïde
Le fluor est un hypothyroïdien. Il a été efficacement utilisé dans les traitements contre l’hyperthyroïdie. Or des défauts de l’émail dentaire semblables à ceux de la fluorose sont fréquents dans les cas d’hypothyroïdie, maladie courante dans les régions ou chez les populations déficitaires en iode et qui est l’une des causes les plus fréquentes de retard mental et goitres dans le monde (740 millions de personnes touchées par an, selon l’OMS). 
Les secteurs de fluorose endémique se sont avérés être les mêmes que ceux affectés par l’insuffisance en iode. 
Les médicaments destinés à lutter contre l’hypothyroïdisme sont de plus en plus vendus aux États-Unis ; ce qui laisse penser que l’hypothyroïdisme est un problème de santé important.